# O Ódio
La Haine [pronúncia em francês: [la ɛn], (bra/prt: O Ódio)] é um filme francês de 1995, dos gêneros drama criminal e suspense, dirigido por Mathieu Kassovitz, e estrelado por Vincent Cassel, Hubert Koundé e Saïd Taghmaoui. O roteiro do próprio Kassovitz foi baseado em sua própria história. Seu título deriva de uma frase dita por um deles, Hubert: "La haine attire la haine!" ("O ódio atrai o ódio!").
A trama retrata a história de um dia na vida de três amigos de um bairro pobre de imigrantes nos subúrbios de Paris.
Após seu lançamento, o filme obteve uma recepção positiva da crítica especializada. No entanto, algumas controvérsias surgiram entre jornalistas, acadêmicos e o público. Primeiramente, Kassovitz foi acusado de apropriação cultural. Além disso, o ponto de vista do filme sobre a violência policial, sujeito a diferentes interpretações do diretor, não permitiu um consenso, incluindo entre os próprios policiais.
Em comemoração aos 25 de anos de sua distribuição original, o filme foi relançado nos cinemas franceses em 5 de agosto de 2020.

## Sinopse
Em um eterno conflito entre a juventude e outros problemas enfrentados pela periferia, o judeu Vinz (Vincent Cassel), o pugilista Hubert (Hubert Koundé) e o árabe Saïd (Saïd Taghmaoui) vivem em um subúrbio de Paris, encarando diariamente a discriminação e a violência policial. Durante um confronto com as forças da lei, Vinz encontra uma arma e jura assassinar um policial caso seu amigo Abdel (Abdel Ahmed Ghili), espancado em interrogatório, morra em decorrência dos ferimentos.

## Elenco
- Vincent Cassel como Vinz
- Hubert Koundé como Hubert
- Saïd Taghmaoui como Saïd
- Karim Belkhadra como Samir
- Marc Duret como Investigador "Notre Dame"
- Choukri Gabteni como Nordine, o irmão de Saïd
- Abdel Ahmed Ghili como Abdel
- Solo como Santo
- Benoît Magimel como Benoît
- Édouard Montoute como Darty
- François Levantal como Astérix
- Héloïse Rauth como Sarah
- Félicité Wouassi como Mãe de Hubert
- Karin Viard como Garota na Galeria de Arte
- Vincent Lindon como Homem Bêbado
- Christophe Rossignon como Taxista
- Mathieu Kassovitz como Skinhead Neonazista
- Andrée Damant como Porteiro
- Philippe Nahon como Chefe da Polícia
- François Toumarkine como Policial
- Zinedine Soualem como Policial
- Peter Kassovitz como Dono da Galeria de Arte

## Produção
Kassovitz disse que teve a ideia para a história do filme quando um jovem zairense, Makomé M'Bowolé, foi morto a tiros em 1993. Ele estava sob custódia policial, algemado a um radiador, quando foi baleado à queima-roupa. O policial, supostamente enfurecido pelas palavras de M'Bowolé, o estava ameaçando quando a arma disparou "acidentalmente". Kassovitz começou a escrever o roteiro em 6 de abril de 1993, o dia em que M'Bowolé foi baleado. Ele também se inspirou no caso de Malik Oussekine, um estudante de 22 anos que morreu após ser gravemente espancado pela polícia em uma manifestação em massa em 1986, da qual ele nem havia participado. A morte de Oussekine também é mencionada na montagem de abertura do filme. Mathieu Kassovitz incluiu suas próprias experiências; ele participou de protestos, atuou em algumas cenas e incluiu seu pai, Peter, em outra.
A maior parte das filmagens ocorreu nos subúrbios parisienses de Chanteloup-les-Vignes. Filmagens não encenadas foram utilizadas para este filme, sendo captadas entre 1986 e 1995; protestos ainda ocorriam durante o período de filmagem. Para filmar de fato nos subúrbios, Kassovitz, a equipe de produção e os atores se mudaram para lá três meses antes do início da produção, além de permanecerem lá durante as filmagens. Devido aos temas controversos do filme, sete ou oito conselhos municipais franceses locais se recusaram a permitir que a equipe filmasse em seus territórios. Kassovitz foi obrigado a renomear temporariamente a produção para "Droit de Cité". Alguns dos atores não eram profissionais e o filme inclui muitas situações baseadas em eventos reais.
A trilha sonora do filme foi composta pelo grupo francês Assassin, de hardcore hip hop, cuja música "Nique la Police" (em tradução livre: "Foda-se a Polícia") foi apresentada em uma das cenas do filme. Um dos membros do grupo, Mathias "Rockin' Squat" Crochon, é irmão de Vincent Cassel, que interpreta Vinz no filme.

## Recepção
Após o seu lançamento, o filme recebeu ampla aclamação da crítica especializada e foi bem recebido na França e no exterior. A estreia aconteceu no Festival de Cannes de 1995, onde foi aplaudido de pé.
Seguindo sua boa recepção, após seu lançamento, Alain Juppé, que era Primeiro-ministro da França na época, organizou uma exibição especial do filme para o gabinete, à qual os ministros foram obrigados a comparecer. Um porta-voz do Primeiro-ministro disse que, apesar de ressentir alguns dos temas anti-polícia presentes no filme, Juppé considerou-o como "uma bela obra de arte cinematográfica que pode nos conscientizar mais sobre certas realidades".
Kevin Thomas, em sua crítica para o Los Angeles Times, chamou o filme de "cru, vital e cativante". Wendy Ide, para o The Times, afirmou que a produção é "[uma] das peças de cinema urbano mais extremamente eficazes já feitas".
Após receber o prêmio de melhor diretor no Festival de Cannes, Mathieu Kassovitz e seu time subiram ao palco. Devido ao filme ser considerado uma verdadeira crítica anti-policial, os policiais da segurança do festival viraram as costas para a equipe enquanto subiam os degraus. Saïd Taghmaoui afirmou que o filme é "uma das verdades, [mas] nem mesmo [só] a verdade" sobre a violência policial, e lamentou a falta de envolvimento de personalidades políticas.
Em 2010, a produção ficou em 32.º lugar na lista "Os 100 Melhores Filmes do Cinema Mundial", da revista Empire.
No Rotten Tomatoes, site agregador de críticas, 96% das 70 críticas do filme são positivas, com uma classificação média de 8,0/10. O consenso do site diz: "Contundente e incrivelmente eficaz, La Haine lança um olhar intransigente sobre as antigas divisões sociais e econômicas que afetaram a Paris dos anos 90".

### Bilheteria
O filme estreou em primeiro lugar nas bilheterias francesas, com faturamento bruto de 12,5 milhões de francos durante sua semana de lançamento, além de ficar em 1.º lugar nas bilheterias por quatro semanas consecutivas. O filme teve um total de 2.042.070 admissões na França, sendo o 14.º filme de maior bilheteria do ano.

## Prêmios e indicações
| Ano  | Cerimônia                               | Categoria                  | Indicado                            | Resultado | Ref.   |
| ---- | --------------------------------------- | -------------------------- | ----------------------------------- | --------- | ------ |
| 1995 | Festival de Cinema de Cannes            | Melhor diretor             | Mathieu Kassovitz                   | Venceu    | [ 24 ] |
| 1995 | Prêmios do Cinema Europeu               | Melhor filme jovem         | "La Haine"                          | Venceu    | [ 25 ] |
| 1996 | Lumière                                 | Melhor filme               | "La Haine"                          | Venceu    | [ 26 ] |
| 1996 | Lumière                                 | Melhor diretor             | Mathieu Kassovitz                   | Venceu    | [ 26 ] |
| 1996 | César                                   | Melhor filme               | "La Haine"                          | Venceu    | [ 27 ] |
| 1996 | César                                   | Melhor direção             | Mathieu Kassovitz                   | Indicado  | [ 27 ] |
| 1996 | César                                   | Melhor ator                | Vincent Cassel                      | Indicado  | [ 27 ] |
| 1996 | César                                   | Melhor ator revelação      | Vincent Cassel                      | Indicado  | [ 27 ] |
| 1996 | César                                   | Hubert Koundé              |                                     | Indicado  | [ 27 ] |
| 1996 | César                                   | Saïd Taghmaoui             |                                     | Indicado  | [ 27 ] |
| 1996 | César                                   | Melhor roteiro             | Mathieu Kassovitz                   | Indicado  | [ 27 ] |
| 1996 | César                                   | Melhor fotografia          | Pierre Aïm                          | Indicado  | [ 27 ] |
| 1996 | César                                   | Melhor edição              | Mathieu Kassovitz & Scott Stevenson | Venceu    | [ 27 ] |
| 1996 | César                                   | Melhor som                 | Dominique Dalmasso & Vincent Tulli  | Indicado  | [ 27 ] |
| 1997 | Chicago Film Critics Association Awards | Melhor filme internacional | "La Haine"                          | Indicado  | [ 28 ] |
| 1997 | Film Critics Circle of Australia Awards | Melhor filme internacional | "La Haine"                          | Venceu    | [ 29 ] |

## Mídia doméstica
Nos Estados Unidos, o filme estava disponível em VHS, mas só foi lançado em DVD quando a Criterion lançou uma edição de dois discos em 2007. As versões em HD DVD e Blu-ray também foram lançadas na Europa.
A Criterion lançou o filme em Blu-ray em maio de 2012. A versão conta com um comentário em áudio de Kassovitz, uma introdução da atriz Jodie Foster, o documentário "Ten Years of La Haine" que reúne o elenco e a equipe uma década após o lançamento marcante do filme, um featurette sobre o cenário suburbano do filme, imagens de produção, além de cenas deletadas e estendidas, cada uma com um posfácio de Kassovitz.
Em 2 de abril de 2024, o filme foi lançado em Blu-ray 4K.